# Iglesia del Corazón de Cristo (Tirana)
La Iglesia del Sagrado Corazón de Cristo (en albanés, Zemra e Krishtit) es una iglesia católica en la ciudad de Tirana, la capital del país europeo de Albania. Fue construida en 1939 como un regalo de los italianos, pero fue cerrada al culto en 1967. Se volvió a abrir en 1990. Es descrita como una iglesia que tiene "imágenes fotográficas realistas hilarantes sobre un encalamiento comunista que tienen que ser vistas para ser creídas".